# Serebryniec
Serebryniec (ukr. Серебринці, Serebrynci) – wieś na Ukrainie, w obwodzie winnickim, w rejonie mohylowskim. W 2001 roku liczyła 874 mieszkańców.

## Pałac w Serebryńcach
W miejscowości znajduje się pałac wybudowany w latach 1770-1780 przez Michała Czackiego. Po powstaniu kościuszkowskim skonfiskowany, ale po 1796 ponownie we władaniu rodziny Czackich. Ok. 1830 modernizowany w stylu klasycystycznym przez Aleksandra, syna Michała Czackiego. Obok pałacu znajdował się park krajobrazowy, założony po 1831 roku przez ogrodnika Dionizego Miklera, twórcę parków i ogrodów na Wołyniu i Podolu. Obecnie opuszczony.